# Final de la Copa de la Reina de Fútbol 2019-20
La Final de la Copa de la Reina de Fútbol 2019-20 fue la 38.ª edición de la definición del torneo y se disputó en el estadio La Rosaleda, en Málaga. La fecha original del partido era el 31 de mayo de 2020, pero debido a la pandemia de coronavirus se pospuso para febrero de 2021.

## Camino a la final
| C. D. E. F. Logroño     | C. D. E. F. Logroño     | C. D. E. F. Logroño     | Eliminatoria     | F. C. Barcelona       | F. C. Barcelona       | F. C. Barcelona       |
| ----------------------- | ----------------------- | ----------------------- | ---------------- | --------------------- | --------------------- | --------------------- |
| Rival                   | Resultado               | Resultado               | Fase             | Rival                 | Resultado             | Resultado             |
| R. C. D. Espanyol       |                         | 0–2                     | Octavos de final | Sporting de Huelva    |                       | 0–4                   |
| Resultado: 2 – 0        | Resultado: 2 – 0        | Resultado: 2 – 0        | Octavos de final | Resultado: 4 – 0      | Resultado: 4 – 0      | Resultado: 4 – 0      |
| Real Betis              |                         | 1–0                     | Cuartos de final | R. C. D. La Coruña    |                       | 1–0 (t.s.)            |
| Resultado: 1 – 0        | Resultado: 1 – 0        | Resultado: 1 – 0        | Cuartos de final | Resultado: 1–0 (t.s.) | Resultado: 1–0 (t.s.) | Resultado: 1–0 (t.s.) |
| Athletic Club           |                         | 0–0 (3:1 p.)            | Semifinales      | Sevilla F. C.         |                       | 6–0                   |
| Resultado: 0–0 (3:1 p.) | Resultado: 0–0 (3:1 p.) | Resultado: 0–0 (3:1 p.) | Semifinales      | Resultado: 6 – 0      | Resultado: 6 – 0      | Resultado: 6 – 0      |

## Partido
| 1     | POR   | Sandra Paños     |     |
| 8     | DEF   | Marta Torrejón   |     |
| 17    | DEF   | Andrea Pereira   |     |
| 4     | DEF   | Mapi León        |     |
| 15    | DEF   | Leila Ouahabi    | 76' |
| 14    | MED   | Aitana Bonmatí   | 75' |
| 12    | MED   | Patri Guijarro   | 69' |
| 16    | MED   | Caroline Hansen  |     |
| 11    | DEL   | Alexia Putellas  |     |
| 22    | DEL   | Lieke Martens    | 65' |
| 7     | DEL   | Jennifer Hermoso | 65' |
| D. T. | D. T. | Lluís Cortés     |     |

| 1     | POR   | Pamela Tajonar           |     |
| 22    | DEF   | Daniela Caracas González |     |
| 22    | DEF   | Inés Juan Altamira       |     |
| 4     | DEF   | Marta Cazalla            |     |
| 20    | DEF   | Lorena Valderas          |     |
| 7     | MED   | Judith Luzuriaga         |     |
| 12    | MED   | Grace Asantewaa          | 46' |
| 14    | MED   | Ana Velázquez            | 67' |
| 16    | MED   | Linda Nyman              | 80' |
| 15    | DEL   | Ida Guehai               | 67' |
| 9     | DEL   | Jade Boho                | 78' |
| D. T. | D. T. | José Moncayo             |     |

| 9  | DEL | Mariona Caldentey | 65' |
| 20 | DEL | Asisat Oshoala    | 65' |
| 10 | MED | Kheira Hamraoui   | 69' |
| 6  | MED | Victoria Losada   | 75' |
| 5  | DEF | Melanie Serrano   | 76' |

| 19 | MED | Julie Tavlo-Petersson | 46' |
| 17 | MED | Chini                 | 67' |
| 6  | MED | Shameeka Fishley      | 67' |
| 10 | DEL | Amon Elloh            | 78' |
| 21 | MED | Carol Marín           | 80' |

| 42' · 44' · 61' | Alexia Putellas Aitana Bonmatí Jennifer Hermoso | 1:0 2:0 3:0 |

| Principal  | Zulema González González |
| Asistentes | Eliana Fernández         |
|            | Rita Cabañero            |
| Cuarto     | Martínez Madrona         |

| 1     | POR   | Sandra Paños     |     |
| 8     | DEF   | Marta Torrejón   |     |
| 17    | DEF   | Andrea Pereira   |     |
| 4     | DEF   | Mapi León        |     |
| 15    | DEF   | Leila Ouahabi    | 76' |
| 14    | MED   | Aitana Bonmatí   | 75' |
| 12    | MED   | Patri Guijarro   | 69' |
| 16    | MED   | Caroline Hansen  |     |
| 11    | DEL   | Alexia Putellas  |     |
| 22    | DEL   | Lieke Martens    | 65' |
| 7     | DEL   | Jennifer Hermoso | 65' |
| D. T. | D. T. | Lluís Cortés     |     |

| 1     | POR   | Pamela Tajonar           |     |
| 22    | DEF   | Daniela Caracas González |     |
| 22    | DEF   | Inés Juan Altamira       |     |
| 4     | DEF   | Marta Cazalla            |     |
| 20    | DEF   | Lorena Valderas          |     |
| 7     | MED   | Judith Luzuriaga         |     |
| 12    | MED   | Grace Asantewaa          | 46' |
| 14    | MED   | Ana Velázquez            | 67' |
| 16    | MED   | Linda Nyman              | 80' |
| 15    | DEL   | Ida Guehai               | 67' |
| 9     | DEL   | Jade Boho                | 78' |
| D. T. | D. T. | José Moncayo             |     |

| 9  | DEL | Mariona Caldentey | 65' |
| 20 | DEL | Asisat Oshoala    | 65' |
| 10 | MED | Kheira Hamraoui   | 69' |
| 6  | MED | Victoria Losada   | 75' |
| 5  | DEF | Melanie Serrano   | 76' |

| 19 | MED | Julie Tavlo-Petersson | 46' |
| 17 | MED | Chini                 | 67' |
| 6  | MED | Shameeka Fishley      | 67' |
| 10 | DEL | Amon Elloh            | 78' |
| 21 | MED | Carol Marín           | 80' |

| 42' · 44' · 61' | Alexia Putellas Aitana Bonmatí Jennifer Hermoso | 1:0 2:0 3:0 |

| Principal  | Zulema González González |
| Asistentes | Eliana Fernández         |
|            | Rita Cabañero            |
| Cuarto     | Martínez Madrona         |

| 1     | POR   | Sandra Paños     |     |
| 8     | DEF   | Marta Torrejón   |     |
| 17    | DEF   | Andrea Pereira   |     |
| 4     | DEF   | Mapi León        |     |
| 15    | DEF   | Leila Ouahabi    | 76' |
| 14    | MED   | Aitana Bonmatí   | 75' |
| 12    | MED   | Patri Guijarro   | 69' |
| 16    | MED   | Caroline Hansen  |     |
| 11    | DEL   | Alexia Putellas  |     |
| 22    | DEL   | Lieke Martens    | 65' |
| 7     | DEL   | Jennifer Hermoso | 65' |
| D. T. | D. T. | Lluís Cortés     |     |

| 1     | POR   | Pamela Tajonar           |     |
| 22    | DEF   | Daniela Caracas González |     |
| 22    | DEF   | Inés Juan Altamira       |     |
| 4     | DEF   | Marta Cazalla            |     |
| 20    | DEF   | Lorena Valderas          |     |
| 7     | MED   | Judith Luzuriaga         |     |
| 12    | MED   | Grace Asantewaa          | 46' |
| 14    | MED   | Ana Velázquez            | 67' |
| 16    | MED   | Linda Nyman              | 80' |
| 15    | DEL   | Ida Guehai               | 67' |
| 9     | DEL   | Jade Boho                | 78' |
| D. T. | D. T. | José Moncayo             |     |

| 9  | DEL | Mariona Caldentey | 65' |
| 20 | DEL | Asisat Oshoala    | 65' |
| 10 | MED | Kheira Hamraoui   | 69' |
| 6  | MED | Victoria Losada   | 75' |
| 5  | DEF | Melanie Serrano   | 76' |

| 19 | MED | Julie Tavlo-Petersson | 46' |
| 17 | MED | Chini                 | 67' |
| 6  | MED | Shameeka Fishley      | 67' |
| 10 | DEL | Amon Elloh            | 78' |
| 21 | MED | Carol Marín           | 80' |

| 42' · 44' · 61' | Alexia Putellas Aitana Bonmatí Jennifer Hermoso | 1:0 2:0 3:0 |

| Principal  | Zulema González González |
| Asistentes | Eliana Fernández         |
|            | Rita Cabañero            |
| Cuarto     | Martínez Madrona         |

| 1     | POR   | Sandra Paños     |     |
| 8     | DEF   | Marta Torrejón   |     |
| 17    | DEF   | Andrea Pereira   |     |
| 4     | DEF   | Mapi León        |     |
| 15    | DEF   | Leila Ouahabi    | 76' |
| 14    | MED   | Aitana Bonmatí   | 75' |
| 12    | MED   | Patri Guijarro   | 69' |
| 16    | MED   | Caroline Hansen  |     |
| 11    | DEL   | Alexia Putellas  |     |
| 22    | DEL   | Lieke Martens    | 65' |
| 7     | DEL   | Jennifer Hermoso | 65' |
| D. T. | D. T. | Lluís Cortés     |     |

| 1     | POR   | Pamela Tajonar           |     |
| 22    | DEF   | Daniela Caracas González |     |
| 22    | DEF   | Inés Juan Altamira       |     |
| 4     | DEF   | Marta Cazalla            |     |
| 20    | DEF   | Lorena Valderas          |     |
| 7     | MED   | Judith Luzuriaga         |     |
| 12    | MED   | Grace Asantewaa          | 46' |
| 14    | MED   | Ana Velázquez            | 67' |
| 16    | MED   | Linda Nyman              | 80' |
| 15    | DEL   | Ida Guehai               | 67' |
| 9     | DEL   | Jade Boho                | 78' |
| D. T. | D. T. | José Moncayo             |     |

| 9  | DEL | Mariona Caldentey | 65' |
| 20 | DEL | Asisat Oshoala    | 65' |
| 10 | MED | Kheira Hamraoui   | 69' |
| 6  | MED | Victoria Losada   | 75' |
| 5  | DEF | Melanie Serrano   | 76' |

| 19 | MED | Julie Tavlo-Petersson | 46' |
| 17 | MED | Chini                 | 67' |
| 6  | MED | Shameeka Fishley      | 67' |
| 10 | DEL | Amon Elloh            | 78' |
| 21 | MED | Carol Marín           | 80' |

| 42' · 44' · 61' | Alexia Putellas Aitana Bonmatí Jennifer Hermoso | 1:0 2:0 3:0 |

| Principal  | Zulema González González |
| Asistentes | Eliana Fernández         |
|            | Rita Cabañero            |
| Cuarto     | Martínez Madrona         |

| Bandera de Cataluña                 |
| Campeón F. C. Barcelona 7.mo título |